# Vladimir Prikhodko
Pour les articles homonymes, voir Prikhodko.
Vladimir Prikhodko  (né le 1er mars 1944 à Paris et mort le 27 novembre 2011 à Concarneau) est un athlète français, spécialiste du lancer du marteau.

## Biographie
Né à Paris, d'un père russe et d'une mère yougoslave, il remporte trois titres de champion de France du lancer du marteau, en 1971, 1972 et 1973.
En 1972, il améliore à deux reprises le record de France en établissant les marques de 70,54 m et 71,60 m.
Il participe aux Jeux olympiques de 1972, à Munich, mais ne franchit pas le cap des qualifications.

### Palmarès
- Championnats de France d'athlétisme :
  - vainqueur du lancer du marteau en 1971, 1972 et 1973.

### Records
| Épreuve           | Performance | Lieu | Date |
| ----------------- | ----------- | ---- | ---- |
| Lancer du marteau | 72,20 m     |      | 1975 |